# Mathilde FitzRoy
Pour les articles homonymes, voir Mathilde d'Angleterre.
Mathilde d'Angleterre (anglais : Maud ou Matilda Fitzroy), fut une duchesse de Bretagne
par son mariage avec Conan III de Bretagne.

## Duchesse de Bretagne
Mathilde ou Maud est une fille illégitime du roi Henri Ier Beauclerc née de ses relations avec une de ses maîtresses inconnues. Elle se fiance en mars 1113 à l'époque de l'entrevue d'Ormeteau-Ferré entre Louis VI de France et son père, avec Conan, fils et héritier du duc de Bretagne Alain Fergent. Il l'épouse dans le courant de l'année 1118 et elle est réputée être la mère de ses trois enfants :
- Berthe de Bretagne, épouse en premières noces d'Alain, comte de Richmond et en secondes noces d'Eudon II, vicomte de Porhoët ;
- Hoël ;
- Constance, épouse de Geoffroy III de Mayenne.

Toutefois sur son lit de mort Conan III désavoue Hoël qu'il avait jusqu'alors considéré comme son fils. Ce dernier
actait en effet avec son père « signum Hoelli filii comitis » entre 1116 et le 17 septembre 1148, lors d'un jugement de la cour de Conan III relatif au maintien des droits du monastère de Saint-Martin de Vertou contre les hommes de la châtellenie du Palais. Conan III déclare qu'il est un bâtard de son épouse et lui substitue comme héritier Conan le fils de Berthe de Bretagne et de Alain de Richemont. Cette décision demeure mystérieuse. Stéphane Morin estime que la pseudo illégitimité de Hoël avancée par Pierre Le Baud mais ignorée par les chroniqueurs contemporains, les mieux informés, comme Robert de Thorignyest une explication a posterio des historiens des conséquences de manœuvres d'Alain le Noir, descendant en ligne masculine des ducs de Bretagne qui voulait mettre fin à l'« usurpation » de la maison de Cornouaille et qui aurait réussi à circonvenir Conan III. Le refus d'Hoël III d'accepter cette dépossession est à l'origine de la véritable guerre civile qui l'oppose de 1148 à 1154 à Eudon II de Porhoët second époux de Berthe de Bretagne et tuteur du jeune Conan IV et de son expulsion ultérieure de Nantes.
Mathilde meurt à une date inconnue.